# Jack Fish Lake (circonscription saskatchewanaise)
Pour les articles homonymes, voir Jack Fish.
Circonscription électorale provinciale du Canada
Jack Fish Lake est une ancienne circonscription électorale provinciale de la Saskatchewan au Canada. Elle est représentée à l'Assemblée législative de la Saskatchewan de 1917 à 1934.

## Liste des députés
| Parlement      | Années         | Député         | Député           | Parti          |
| Jack Fish Lake | Jack Fish Lake | Jack Fish Lake | Jack Fish Lake   | Jack Fish Lake |
| -------------- | -------------- | -------------- | ---------------- | -------------- |
| 4e             | 1917–1921      |                | Donald Finlayson | Libéral        |
| 5e             | 1921–1922      |                | Donald Finlayson | Libéral        |
| 6e             | 1925-1929      |                | Donald Finlayson | Libéral        |
| 7e             | 1929–1934      |                | Donald Finlayson | Libéral        |